# Abadía
Abadía là một đô thị trong tỉnh Cáceres, Tây Ban Nha. Đô thị này có diện tích là 45,08 ki-lô-mét vuông, dân số năm 2007 là người với mật độ 7,21 người/km². Đô thị này có cự ly 30 km so với tỉnh lỵ Cáceres.